# أحمد عبد الرزاق الكبيسي
العلَّامة أحمد عبدُ الرزاق الكبيسي، هو عالمٌ مسلم وداعية سعودي شغل منصب عضو الكادر التدريسي في جامعة أم القرى بمكة، ودرَّس فيها الفقه الإسلامي لأكثر من 30 سنة. تخرَّج على يديه عدد من أئمة الحرم المكي، واشتهر ببذله جهودًا كبيرة طوال مسيرته التعليمية لتطوير مستوى طلابه وخاصة الذين يتوافدون إلى جامعة أم القرى من بلدان أخرى. كان لهُ اهتمامٌ كبير بتركيا، وقد تُرجمت بعض كتبه إلى اللغة التركية، وتتلمذ على يديه عدد من علماء الدين الإسلامي في تركيا.
ارتبط الكبيسي بعلاقة صداقة متينة مع الرئيس التركي رجب طيب أردوغان، إذ استقبلهُ في منزله بحي العوالي بمدينة مكة، عندما زار أردوغان السعودية سنة 1432هـ الموافقة لسنة 2011م، وقد نشأت الصداقة بينهما مُنذ أن كان أردوغان رئيسًا لبلدية إسطنبول، وكان يُلقب الكبيسي بـ«كبيسي خوجة»، بمعنى «الشيخ الكبيسي». ولما مرض الكبيسي واشتد عليه المرض، نُقل بواسطة طائرة إسعاف من السعودية إلى مستشفى ميديبول للعلاج، بمبادرة من أردوغان، وفي يوم السبت 17 محرم 1439 هـ الموافق 7 تشرين الأول (أكتوبر) 2017م توفي الكبيسي في المستشفى المذكور بعد صراعٍ مع المرض، وقد بلغ من العمر 83 سنة. وأثارت وفاة الكبيسي حالة من الالتباس على المواقع الإخبارية ومواقع التواصل الاجتماعي، إذ اعتقد البعض أن من توفى هو الداعية العراقي الشهير أحمد الكبيسي.

## مؤلفاته
- الأحوال الشخصية في الفقه والقضاء والقانون.[5]
- المرأة والسياسة في صدر الإسلام.[5]
- الاعتكاف : أحكامه وأهميته في حياة المسلم.[5]
- المكيون والميقاتيون وما يختص بهم عن أحكام الحج والعمرة.[5]
- المسافر وما يختص به من أحكام العبادات : دراسة مقارنة.[5]
- أحسن القصص : قصص القرآن الكريم : 360 قصة بالرسوم الملونة.[5]
- القضاء في الإسلام.[6]
- الفقه الجنائي الإسلامي.[6]
- البرمجة اللغوية.[6]
- أحكام جناية السرقة في الفقه والقانون.[6]
- التركة، تكوينها ومدى تعلق الحقوق بها.[6]
- الغبن والتغرير في عقد البيع.[6]
- فلسفة نظام الأسرة في الإسلام.[6]
- في رحاب القرآن.[6]